# Anomala difficilis
Anomala difficilis är en skalbaggsart som beskrevs av Waterhouse 1875. Anomala difficilis ingår i släktet Anomala och familjen Rutelidae. Inga underarter finns listade i Catalogue of Life.